# دينيسي دوفال
دينيسي دوفال (بالفرنسية: Denise Duval)‏ هي مغنية ومغنية أوبرا فرنسية، ولدت في 23 أكتوبر 1921 في باريس في فرنسا، وتوفيت في 25 يناير 2016 في سويسرا.

## وصلات خارجية
- دينيسي دوفال على موقع IMDb (الإنجليزية)
- دينيسي دوفال على موقع ميوزك برينز (الإنجليزية)
- دينيسي دوفال على موقع ديسكوغز (الإنجليزية)
- دينيسي دوفال على موقع قاعدة بيانات الفيلم (الإنجليزية)